# Propergol sólido
Un propergol sólido es una mezcla homogénea de oxidantes y reductores cuyos componentes se presentan en forma sólida. 
Al igual que los demás propergoles, el propergol sólido es una fuente de energía termoquímica que se utiliza en determinados vehículos como medio de propulsión, y que no necesita del aire atmosférico para funcionar. Especialmente algunos cohetes utilizan el motor de combustible sólido para desplazarse. A diferencia de los otros propergoles, una vez que se ha iniciado la reacción termoquímica de la combustión en el propergol sólido, ésta ya no puede detenerse hasta que haya reaccionado completamente.
Los propergoles sólidos se clasifican en:
- Propergoles sólidos homogéneos. 
Son los que están constituidos esencialmente por un único compuesto químico como por ejemplo, la nitrocelulosa y los nitratos orgánicos. 
- Propergoles sólidos compuestos. 
Son los que están constituidos por dos componentes íntimamente ligados. Estos componentes son:
- Un comburente que actúa como oxidante, como el perclorato de amonio o el nitrato de potasio.
- Un combustible que actúa como reductor, como puede ser un caucho sintético, un azúcar o un metal reductor.

El propergol sólido se combina junto con otros productos añadidos como estabilizadores, catalizadores, opacadores, retardadores e inhibidores y se presenta como un bloque sólido y rígido, generalmente en forma cilíndrica o tubular, al que se denomina "grano".